# Bavcon
Bavcon je priimek v Sloveniji, ki ga je po podatkih Statističnega urada Republike Slovenije na dan 1. januarja 2010 uporabljalo 97 oseb in je med vsemi priimki po pogostosti uporabe uvrščen na 4.481. mesto.

## Znani nosilci priimka
- Ljubo Bavcon (1924 - 2021), pravnik, univ. profesor kazenskega prava, predsednik Sveta za varstvo človekovih opravic
- Jože Bavcon (*1962), botanik, direktor Botaničnega vrta Ljubljana
- Milanka Bavcon (1946 - 1985), RTV napovedovalka, voditeljica, novinarka
- Mojca Bavcon Kralj, sanitarna inženirka, Zdravstvena fakulteta UL
- Tjaša Bavcon (*1975), oblikovalka, pedagoginja, producentka ...